# Mohamed Djellab
Mohammed Djellab, né le 7 mars 1951 à Biskra, est une personnalité du monde financier et bancaire algérien, ministre des finances depuis le 5 mai 2014. Il était auparavant ministre délégué auprès du ministre des Finances, chargé du Budget.

## Carrière professionnelle[1]
- Président Directeur Général du Crédit Populaire d’Algérie (CPA) de 2005 à 2013
- Directeur Général Adjoint au CPA de 1999 à 2005
- Divers postes de responsabilité au CPA de 1981 à 1999
- Administrateur Provisoire «  El Khalifa Bank » mars 2003 à juin 2003
- Sous-Directeur à la Banque Algérienne de Développement de 1976 à 1981